# 晋阳古城遗址

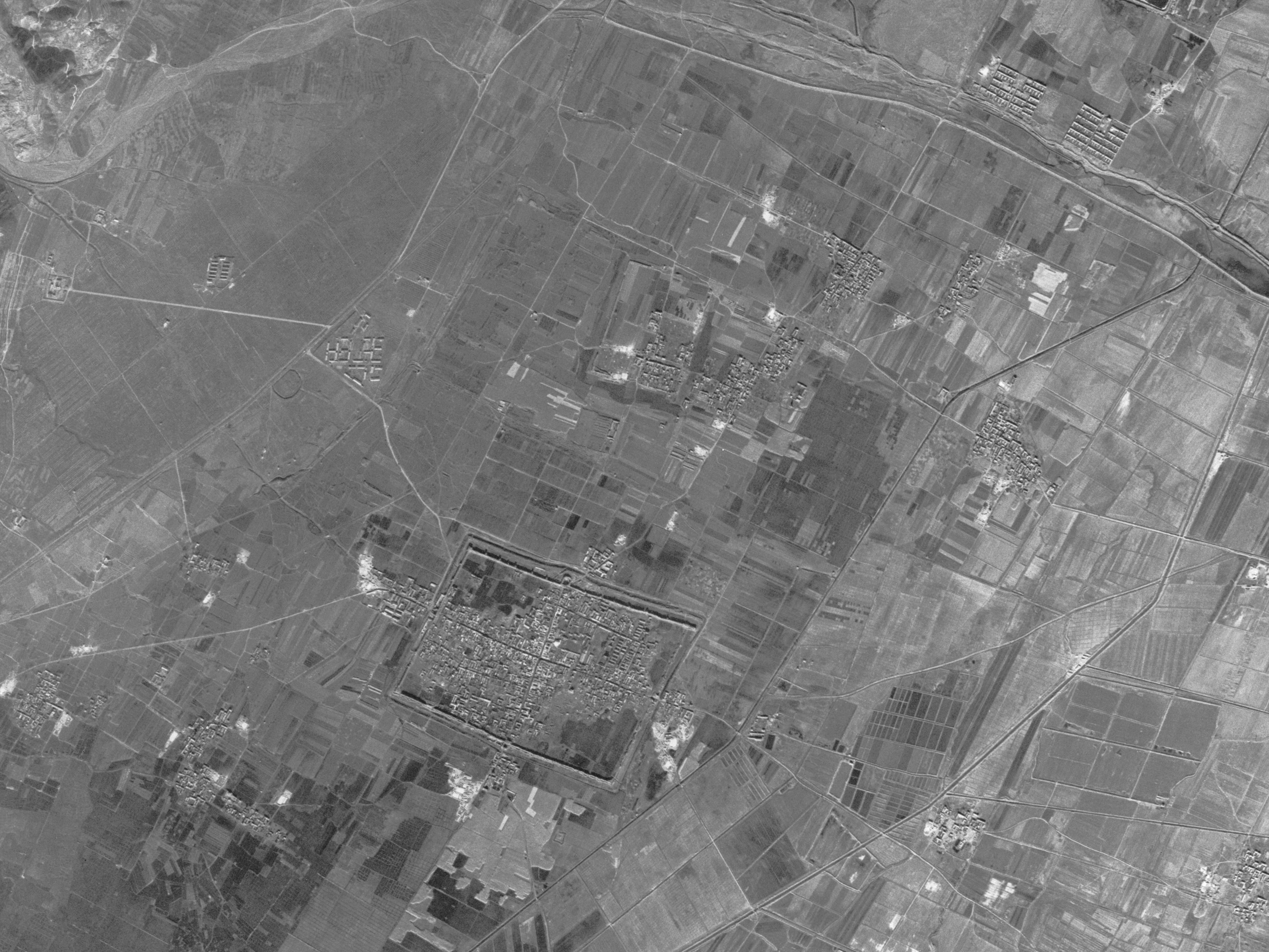
太原古县城（下）和晋阳古城遗址（上）卫星图（1968年）

晋阳古城考古博物馆藏二號建築基址出土殘碑，上有「隋之晉陽宮」等字樣

晋阳古城遗址，位于山西省太原市晋源区晋源街道古城营村，春秋至五代时期的城池遗址。2001年，列入第五批全国重点文物保护单位。

## 历史
晋阳古城为春秋末期赵国立国之前的发祥地和建国初期的第一座都城，由晋国正卿赵鞅命家臣董安于创建，至前386年赵敬候迁都于邯郸城。智伯水灌晋阳、豫让刺赵、三家分晋等重大历史事件发生于此。
秦汉三国时期为军事重镇，曾为秦太原郡、两汉魏晋并州治所以及西汉韩国、西汉代国、东汉太原国、西晋太原国都，西晋末年由刘琨扩建；前秦末年，苻丕于此称帝；北魏末期，晋阳城成为尔朱氏和高氏遥控朝政的“霸府”所在，后成为东魏、北齐的别都和实际政治军事中心，此时晋阳城得到高氏政权大力营建；隋初为并州治所和晋王杨广封地，杨广对晋阳城进行进一步营建，后为唐国公封地。
隋末继承唐国公的李渊于晋阳起兵即是此处。唐朝贞观十一年（637年），并州长史李勣筑东城，为太原县县治，西城则为晋阳县县治。武则天即位后升为北都，后并州长史崔神庆建中城，将东西两城连为一体。西北有晋阳宫。
唐中宗废北都，唐玄宗开元十二年复为北都，天宝元年改“北京”，唐肃宗初年罢京号，又复为北都，终唐不改；唐末，晋王李克用以晋阳为都与朱温建立的后梁对抗，李克用之子李存勖灭后梁建立后唐，设晋阳为北京，立宗庙于晋阳；后唐末期，坐镇晋阳的河东节度使石敬瑭灭后唐建后晋，继续以晋阳为北京；后晋末期，河东节度使刘知远于晋阳称帝灭后晋，建立后汉，再以晋阳为北京；郭威灭后汉后，刘知远之弟刘崇于晋阳建立北汉，北宋建立后，赵匡胤、赵光义相继讨伐北汉，并于太平兴国四年因北汉皇帝投降而占领晋阳，赵光义于五月十八下令火烧晋阳并引汾河、晋水冲灌城池废墟，古城被彻底毁灭。
明朝初期，晋王朱棡曾计划在晋阳古城废墟上重建太原，因大风吹坏工程设施而放弃，后在古城遗址南部建太原县城（今晋源东街、北街、西街、南街四村所在晋源老城），古城遗址上形成古城营、棘针、城北、罗城、壑里、东关、南城角、晋阳堡、东城角、梁家寨、赵家山、箱子、北河下、北瓦窑等村落。20世纪中叶，考古发现石刻、古城墙遗址。

## 遗址概况
古城面积大约20平方公里，遗址以自然耕地为主，分为古城遗址和寺观墓葬遗址。古城遗址为中心，周围依山势分布众多的寺观建筑，同时在西山脚下缓坡地带，广泛分布着墓葬遗址。
其古城西部的西山上有天龙山石窟和圣寿寺、开化寺遗址和蒙山大佛及摩崖石刻遗址、童子寺遗址和龙山大佛及摩崖造像遗址、昊天观遗址和龙山石窟、太山龙泉寺、硫磺沟石窟、明仙寺、悬瓮寺遗址、天龙山高欢避暑宫遗迹、店头古村、蒙山北汉避暑行宫遗址、豫让桥遗址、窦大夫祠、净因寺、多福寺、烈石寒泉等古迹，山脚下及古城遗址周围有晋祠古建筑群、华严经石刻、崇福寺遗址、奉圣寺遗址、王郭村台骀庙、青阳河台骀庙、明秀寺、九龙庙、旧惠明寺阿育王塔、华塔寺遗址及石像埋藏点、雨花寺遗址、上生寺遗址、下生寺遗址等古迹。。